# Alchemilla curtischista
Alchemilla curtischista är en rosväxtart som beskrevs av A. Plocek. Alchemilla curtischista ingår i släktet daggkåpor, och familjen rosväxter. Inga underarter finns listade i Catalogue of Life.